# Sainte-Sigolène

Sainte-Sigolène este o comună în departamentul Haute-Loire, Franța. În 2009 avea o populație de 5,900 de locuitori.